# Lloyd Stowell Shapley
Lloyd Stowell Shapley (Cambridge, 2 giugno 1923 – Tucson, 12 marzo 2016) è stato un matematico ed economista statunitense noto per i suoi contributi fondamentali nell'ambito della teoria dei giochi cooperativi, specialmente per il concetto di soluzione poi denominato (Valore di Shapley) e dei giochi stocastici (o probabilistici) in particolare.

## Biografia
Figlio dell'astronomo Harlow Shapley, dal 1943 al 1945 presta servizio militare nell'esercito statunitense. Consegue nel 1948 l'A.B. presso la Harvard University e nel 1953 il Ph.D in matematica presso la Princeton University, con la tesi "Additive and Nonadditive Set Functions", seguita da Albert W. Tucker. Nel 1955 si sposa con Marian Ludolph. Dal 1954 fino al 1981 è ricercatore presso la Rand Corporation, dove aveva già lavorato dal 1948 al 1949. Dal 1981 è docente presso la University of California, Los Angeles. Lo stesso anno riceve il John von Neumann Theory Prize.
Nel 1962 è autore, con David Gale, di un articolo sul problema del matrimonio stabile, di cui i due forniscono una dichiarazione formale e la soluzione mediante un algoritmo, oggi noto come algoritmo di Gale-Shapley.
Per questo lavoro, nel 2012, assieme ad Alvin E. Roth, riceve il premio Nobel per l'economia, con la motivazione: "per la teoria delle allocazioni stabili e gli studi sulla configurazione dei mercati".

## Opere
- A Simple Three-Person Poker Game, con J.F. Nash e H.F. Bohnenblust, in Contributions to the Theory of Games, Vol. I, (curatori H.F. Bohnenblust e altri), Annals of Mathematics Studies, n. 24, Princeton University Press, 1950.
- Stochastic Games, 1953.
- A Value for n-person Games, in Contributions to the Theory of Games, Vol. II, (curatori: H.W. Kuhn and A.W. Tucker), Annals of Mathematics Studies, n. 28, pp. 307–317.  Princeton University Press, 1953.
- Advances in game theory, curatore, con Melvin Dresher e A.W. Tucker, Princeton University Press, 1964.
- Geometric Properties of the Kernel, Nucleolus, and Related Solution Concepts, con M. Maschler e B. Peleg, Rand Corporation, 1971.
- Values of non-atomic games, con R.J. Aumann, Princeton University Press, 1974.
- Theory of games and its applications to economics and politics, con L.K. Raut, New Delhi, Macmillan India, 1981.
- Potential Games, con Dov Monderer, in Games and Economic Behavior 14, pp. 124–143, 1996.